# Хајнрих Рудолф Шинц
Хајнрих Рудолф Шинц (30. 3. 1777. – 8. 3. 1861.), био је швајцарски лекар и природњак.

## Биографија
Шинц је рођен у Цириху, а образовао се на Универзитету Фридрих Шилер у Јени и Универзитету у Вирцбургу, где је студирао медицину. Одбранио је докторат 1798, након чега се вратио у свој родни град, где је радио као лекар. 1804. је постао професор физиологије и природне историје, на медицинско-хируршком институту у Цириху, а од 1833. до 1855. службовао је као ванредни професор зоологије на Универзитету у Цириху.

## Дела
Био је куратор циришког природњачког друштва, и био је аутор многих значајних зоолошких дела; као што су:
- Das Thierreich eingetheilt nach dem Bau der Thiere als Grundlage (1821–25), превод дела Жоржа Кивјеа Le Règne Animal, са бројним додацима.
- Naturgeschichte und Abbildungen der Reptilien (1833–34);
- Europäsche Fauna (1840).

## Галерија
- Bufo spp. из "Naturgeschichte und Abbildungen Der Reptilien"
- грчка корњача из "Naturgeschichte und Abbildungen Der Reptilien"
- нилски крокодил из "Naturgeschichte und Abbildungen Der Reptilien"
- гавијал из "Naturgeschichte und Abbildungen Der Reptilien"